# Operation Loyton
Operation Loyton war der Codename eines missglückten Kommandounternehmens des britischen Special Air Service (SAS), das im Zweiten Weltkrieg vom 12. August bis zum 9. Oktober 1944 hinter den deutschen Linien im französischen Departement Vogesen durchgeführt wurde.

## Hintergrund
Die Vogesen sind ein bewaldetes und teils felsiges Mittelgebirge, das eine natürliche Barriere westlich des Rheins und somit eine natürliche Verteidigungslinie gegen die aus Südfrankreich vordringende Armee von General Patton darstellte. Das unzugängliche und unübersichtliche Gelände ermöglichte nur wenige Verbindungen zwischen Ost und West und bot Unterschlupf für den Maquis und für Kommandoeinheiten. Bei der Operation sollten britische Kommandosoldaten (SOE Jedburghs Team Jacob) den Elsässischen Maquis (Groupe Mobile Alsace-Vosges GMA) mit Waffenlieferung und Militärberatung unterstützen, SAS-Truppen sollten, unterstützt vom dann ausgerüsteten Maquis unter Gilbert Grandval, die deutschen Verbindungswege stören und Verwirrung stiften und im entscheidenden Zeitpunkt einen Pass besetzen, um damit den Vorstoß von Pattons Truppen zum Rhein zu erleichtern. Phantoms (Fernaufklärer des GHQ Liaison Regiments) sollten verschlüsselt und schlecht ortbar, den Funkverkehr ermöglichen. Das Kommandounternehmen war für eine Dauer von etwa zwei Wochen geplant. Nördlich in der Region Saverne sollte die Operation Pistol und südlich-östlich der Vogesen die Operation Hardy des SAS das Unternehmen ergänzen. Die GMA war nur unzureichend informiert und bewaffnet.
Von deutscher Seite wurde im August der Aufbau des „Schutzwall West“ (auch „Winterstellung“) in den Vogesen befohlen. Es sollte eine „Vorvogesenlinie“ entlang der Flüsse Meurthe und Mosel und eine Hauptlinie auf dem Vogesenkamm errichtet werden. Der Plan sah auch die Möglichkeit vor, die Dörfer westlich des Walls zu zerstören und die männliche Bevölkerung ins Reichsgebiet zur Zwangsarbeit zu deportieren (Verbrannte Erde). Hitlerjugend aus dem Reichsgebiet und lokale Bevölkerung sollte für die Schanzarbeiten herangezogen werden. SS, Sicherheitsdienst und Gestapo sollten mit gezielten Aktionen den Widerstand bekämpfen, dazu wurden Einsatzkommandos gebildet. Anfang August gingen beim Befehlshaber der Sicherheitspolizei und des SD in Straßburg Erich Isselhorst beunruhigende Agentenmeldungen ein, dass der französische Widerstand sich auf die Befreiung des Sicherungslager Schirmeck-Vorbruck vorbereite. In dem Fall wäre auch das KZ Natzweiler-Struthof bedroht. Daher wurde mit der Planung einer Säuberungsaktion am Donon begonnen, die später zur Aktion Waldfest führen würde.
Unwissentlich sollte die britische Operation Loyton hauptsächlich zwischen den beiden Vogesenlinien und an den Ausläufern des Donon stattfinden, wo zu der Zeit die Aufstellung zahlenmäßig starker deutscher Truppen stattfand und Kommandos, die teilweise Ostfronterfahrung im Partisanenkrieg hatten, verfügbar waren.

## Ablauf
Ein Vorkommando von fünfzehn Mann unter Captain Druce landete in der Nacht vom 12. auf den 13. August 1944 per Fallschirm am vom Maquis benannten Ort bei La Petite-Raon. Zu dieser Zeit verstärkte die Wehrmacht in der Region ihre Truppen wegen der größeren Aktion Waldfest, um US-General George Patton und der 3. US-Armee etwas entgegenzusetzen. Deshalb erfuhren die Deutschen schnell von der Anwesenheit eines Kommandos und suchten es. Das erste Camp bei Allarmont musste hastig geräumt werden und auf der Flucht kam es zu einem Gefecht, bei dem der Großteil der Ausrüstung und Vorräte verloren ging. Funkkontakt mit London war nur noch umständlich über den Maquis möglich. Das deutsche Einsatzkommando unter Hans-Dietrich Ernst nahm bei einer Razzia am 18. August anhand einer zurückgelassenen Namensliste 88 Einwohner in den umliegenden Orten fest. Zusammen mit einem verletzten Jedburgh wurden sie in das Sicherungslager Schirmeck-Vorbruck gebracht.
Am 27. August wurden bei einer Razzia in Pexonne von Wehrmacht und Gestapo auf der Suche nach Maquisards 118 Männer und eine Frau nach Baccarat zum Sitz des dortigen Gestapokommandos gebracht. Drei Männer wurden dort erschossen und 80 ins KZ Natzweiler-Struthof gebracht.
In der Nacht vom 27. auf den 28. August landete ein SAS-Kommando von zehn Mann zur Verstärkung mit Nachschub und Kriegsmaterial unter Major Power wegen Verwirrung über Funksprüche irrtümlich im Zielgebiet einer anderen Jedburgh-Gruppe rund zwanzig unwegsame Meilen vom Vorkommando Loyton entfernt. Sie gaben die Zielangaben für erfolgreiche Luftangriffe auf ein SS-Hauptquartier in Vincey und ein Treibstofflager in Nomexy durch und präparierten mit Unterstützung des lokalen Maquis Tanklaster mit Zeitbomben. Auf dringliche Anweisung aus London unternahmen fünf dieser Kommandosoldaten einen Anschlag auf die Bahnlinie Lunéville nach Saint-Dié-des-Vosges und mussten danach aber Richtung Westen zu den Alliierten Bodentruppen filtrieren, da der Weg nach Osten zum Vorkommando versperrt war.
Am Abend des 30. August kam es zunächst zu einem Feuergefecht mit einem deutschen Suchtrupp. Dabei wurde ein Franzose namens Fouch als verdächtiger Nazi-Spitzel festgenommen. In der Nacht landete dann Colonel Brian Franks mit dreiundzwanzig Soldaten des Haupttrupps bei Veney. Ein Abwurfbehälter mit Sprengmaterial explodierte dabei und ein anderer fing in den Bäumen Feuer und die Abwurfposition musste nun den deutschen Streitkräften bekannt sein. Der Gefangene Fouch machte im Chaos einen Fluchtversuch mit einer Sten-Maschinenpistole und ein Maquisards, der verpackten und arsenhaltigen PE-Sprengstoff für eine Essensration hielt, vergiftete sich. Fouch hatte sich durch seinen bewaffneten Fluchtversuch aus Sicht des SAS enttarnt und wurde erschossen. Für den vergifteten und qualenleidenden Maquisard gab es keine Hoffnung und er wurde ebenfalls von Captain Druce erschossen.

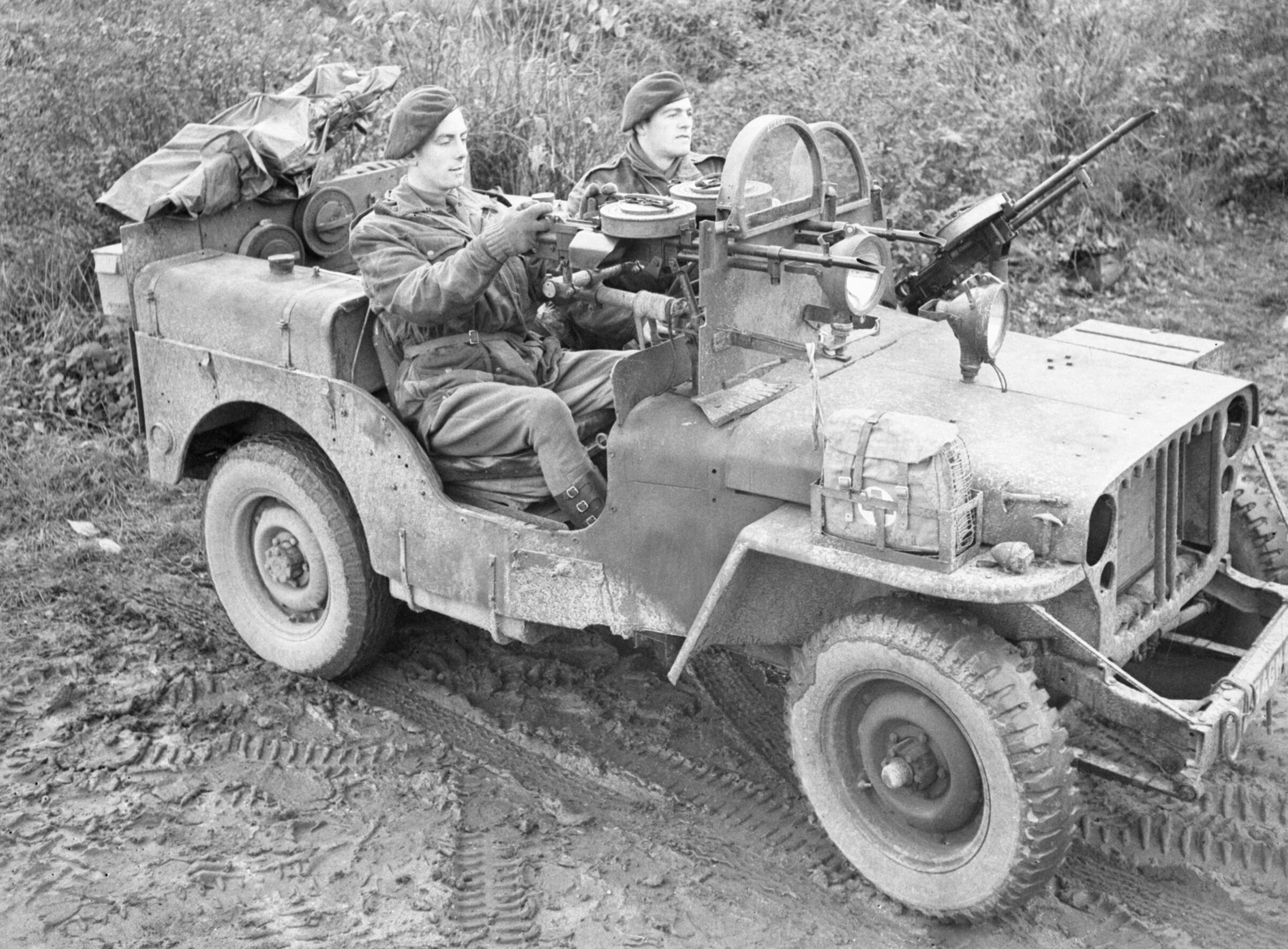
SAS-Jeep (Bild stammt von späterer Operation)

Anfang September gab der GMA den Befehl zur Mobilisierung und es wurden etwa 600 größtenteils unbewaffnete Mitglieder bei Neufmaisons zusammengezogen, um auf einen Waffenabwurf zu warten, der sich wetterbedingt verzögerte. Am 4. September wurde vorbeikommende Hiterljugend, die nahe am Versteck beim Gehöft Vobois auf dem Weg zu Schanzarbeiten vorbeikamen, beschossen und einige Gefangene gemacht. Verständigte deutsche Einheiten eilten herbei und es kam zum Gefecht von Viombois. Dabei wurden 57 Maquisards und etwa zehn Deutsche getötet. Die SAS-Soldaten kamen nicht zur Hilfe.
In der Nacht des 19. und des 21. September wurden jeweils drei Jeeps und weitere Soldaten des SAS abgeworfen. Die Fahrzeuge erlaubten eine eingeschränkte Mobilität auf den wenigen und häufig überwachten Verbindungswegen und boten – mit bis zu fünf Vickers-K-Maschinengewehren bestückt – eine beachtliche Feuerkraft.
Am 25. September erschoss ein Trupp unter Leutnant Marx einen gefangengenommenen Wachposten an der Zollgrenze und ließ am 27. September einen Zug bei Wildersbach entgleisen, der am nächsten Tag von der Royal Air Force bombardiert wurde.
Unter dem deutschen Verfolgungsdruck und angesichts zu Ende gehender Vorräte bekam das SAS den Befehl, in kleinen Gruppen zur Front zurückzukehren. Während der Kämpfe bzw. Ausbruchaktionen wurden 31 Männer gefangen genommen und später aufgrund des Kommandobefehls von den Deutschen exekutiert.

## Folgen
Die Zivilbevölkerung in den Vogesen litt nach dem Ende der Operation weiter unter der Repression durch den BdS Frankreich (mit Dienststellen in Baccarat und Badonviller) und den BdS Elsass-Baden.
Nach dem Krieg begann Lieutenant Colonel Brian Franks, das Schicksal seiner Kameraden zu untersuchen. Sicher wusste er nur, dass drei Männer, die sich bei Lieutenant Johnson befunden hatten, getötet waren. Zehn Männer waren auf dem Friedhof in Moussey begraben. Das 2nd SAS War Crimes Investigation Team (2 SAS WCIT) untersuchte die Ereignisse um Loyton. 2nd SAS Intelligence Officer Major Eric 'Bill' Barkworth hatte von dem Kommandobefehl bereits 1944 erfahren. Im Juli 1945 wurde Franks von den Franzosen informiert, dass Leichen von SAS-Männern bei Gaggenau in der französisch besetzten Zone gefunden worden waren.
Franks befahl dem 2 SAS WCIT unter dem Kommando von Major Barkworth, in diese Gegend zu reisen. Man fand die Leichen von 30 SAS-Männern (von 31 Männern). Diese 30 waren vom Sicherheitsdienst (SD) ermordet worden. Einige waren nach Natzweiler-Struthof, einem KZ in den Vogesen, gebracht worden. Das Schicksal eines Soldaten wurde nie geklärt.

## Erinnern
2003 wurde bei Moussey ein Denkmal für die Ermordeten errichtet. Ein Gedenkstein für die beteiligten G.H.Q.-Liaosion-Aufklärer (Phantoms) existiert auch beim National Memorial Arboretum in Staffordshire. An das Gefecht bei Vombois am 4. September 1944 zwischen Maquisards und deutschen Streitkräften erinnert ein Obelisk. Im Erlichwald bei Gaggenau gibt es einen Erinnerungsort an die dort ermordeten Kommandosoldaten darunter verschleppte SAS.

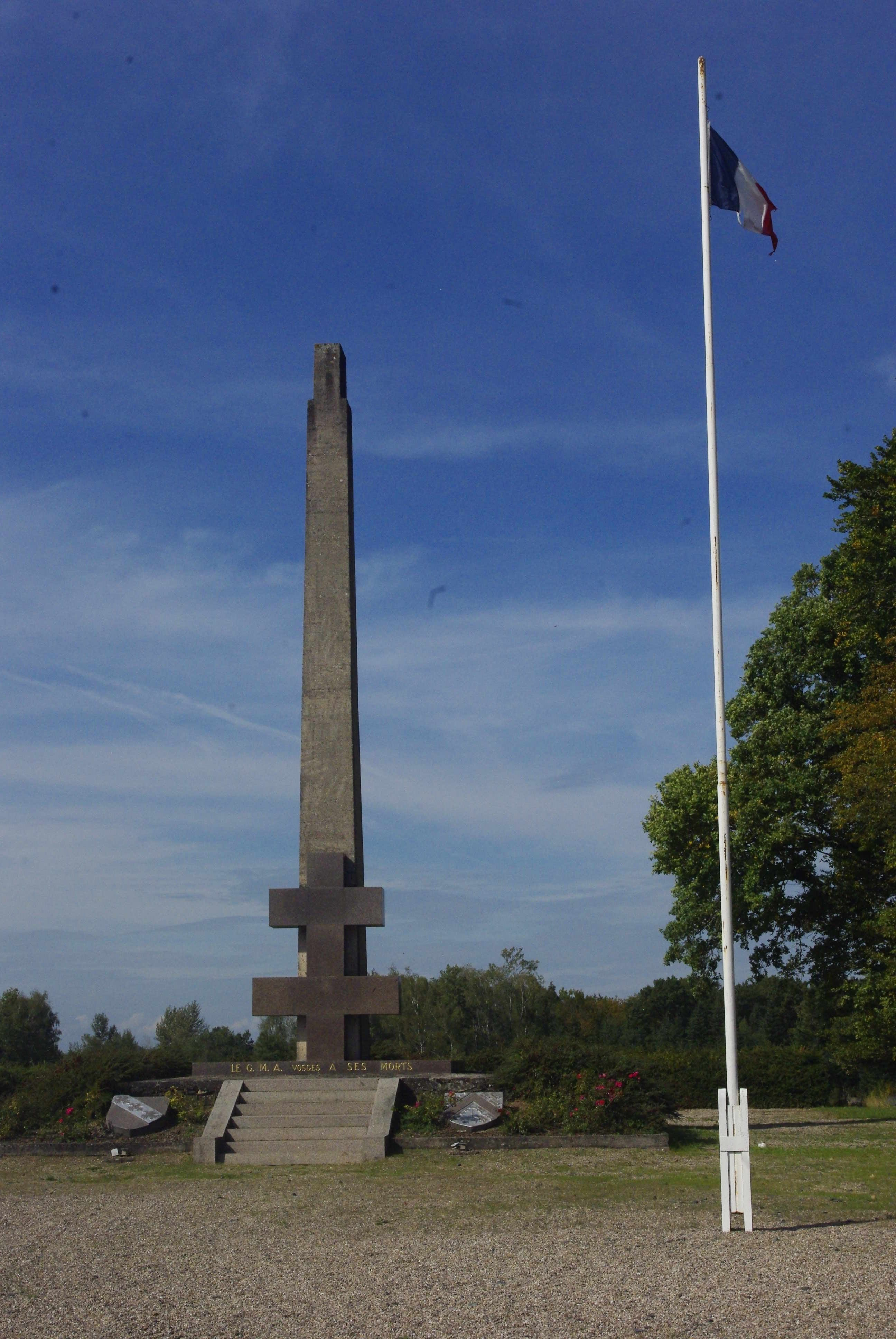
Obelisk Ferme Viombois in Neufmaisons
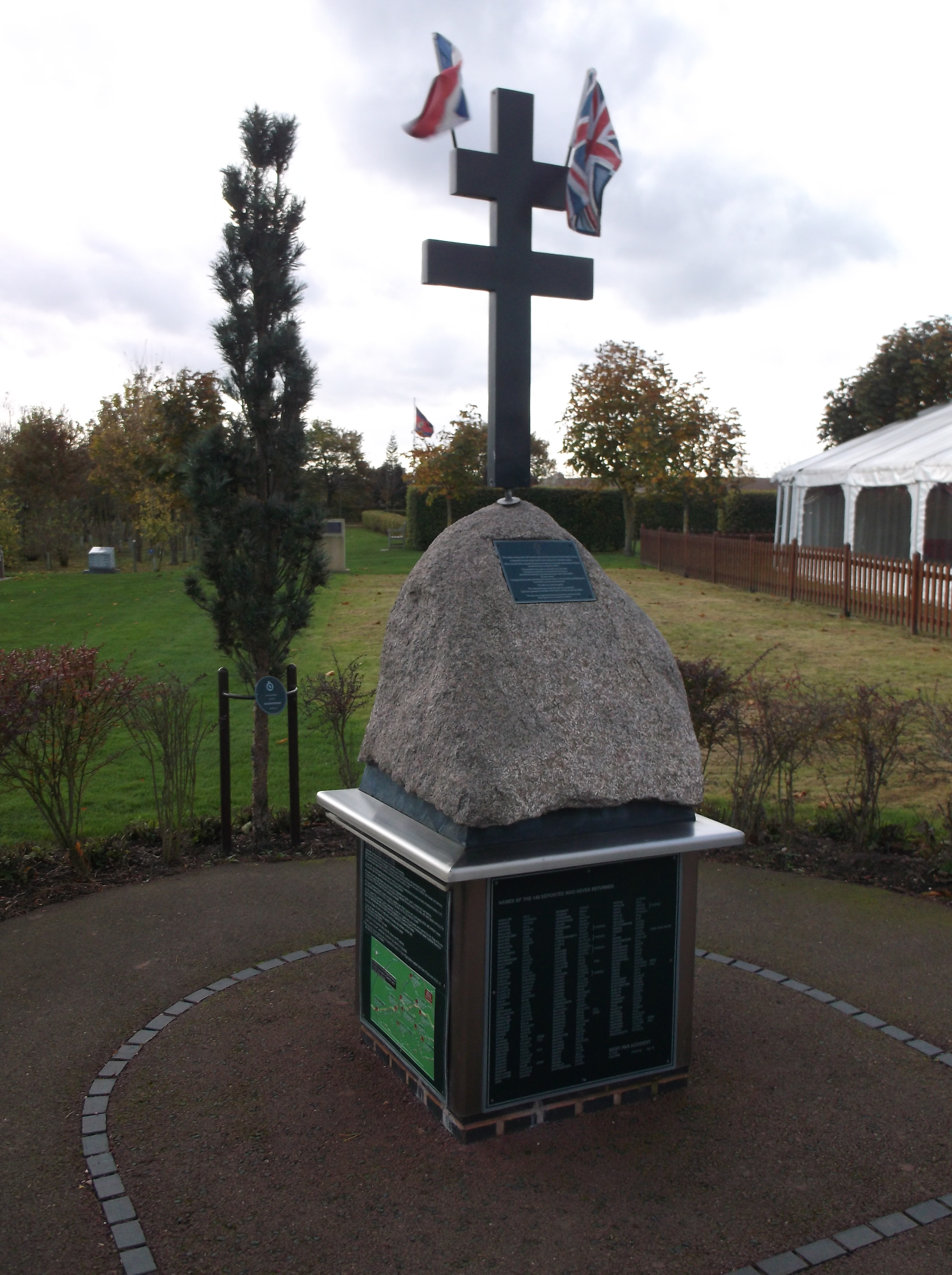
Phantom Memorial, Staffordshire
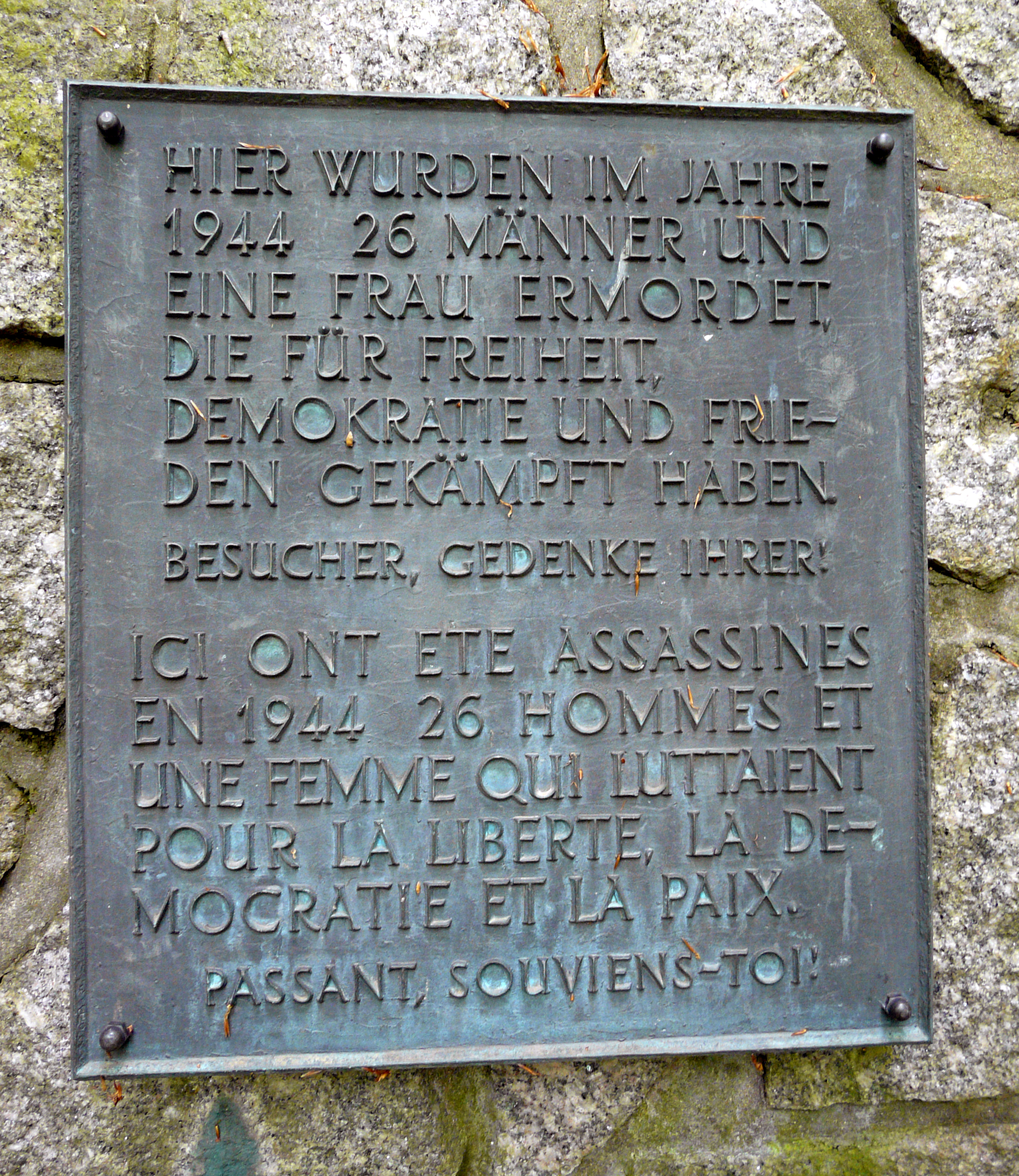
Plakette für die Ermordeten in Gaggenau
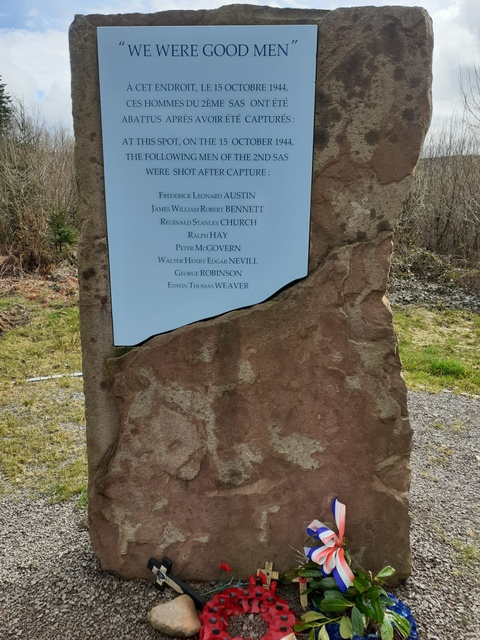
Mahnmal für die Ermordeten bei La Grande-Fosse

## Verfolgung der Verantwortlichen
- Erich Isselhorst wurde unter anderem für die Ermordung der Gefangenen 1946 hingerichtet.
- Leutnant Heinrich „Stuka“ Neuschwanger wurde für die Ermordung der Gefangenen in Werl durch Erschießen hingerichtet.
- Hans-Dietrich Ernst saß in sowjetischer Haft, wurde in Frankreich in Abwesenheit zum Tode verurteilt, lebte aber unbehelligt in Deutschland. Er starb 1986 an Altersschwäche, bevor er angeklagt werden konnte.
- Im La-Grande-Foss-Prozess wurde 1946 in Wuppertal die Ermordung von acht gefangenen SAS-Soldaten vor einem britischen Militärgericht verhandelt. Acht Mitglieder des Sicherheitsdienstes wurden verurteilt.
- Im Gaggenau-Prozess wurden 1946 in Wuppertal zehn Angeklagte wegen Beteiligung an der Ermordung von SAS-Soldaten verurteilt, die ins Sicherungslager Rotenfels verschleppt worden waren und im Erlichwald bei Gaggenau getötet wurden.